# Neotypus intermedius
Neotypus intermedius är en stekelart som beskrevs av Alexander Mocsáry 1883. 
Neotypus intermedius ingår i släktet Neotypus och familjen brokparasitsteklar.

## Underarter
Arten delas in i följande underarter:
- Neotypus intermedius sudanensis
- Neotypus intermedius madegassus
- Neotypus intermedius adornatus